# Fenelon Müller
Fenelon Müller (Cuiabá, 19 de agosto de 1892 — Cuiabá, 24 de junho de 1976) foi um engenheiro civil, político, educador e pecuarista brasileiro.
Filho de Júlio Frederico Müller e de Rita Teófilo Correia Müller e irmão de Filinto Müller. Foi engenheiro civil formado pela Faculdade Politécnica de São Paulo. Casou-se, em 18 de abril de 1923, com Alzita de Matos. São seus filhos, nascidos em Três Lagoas: Dr. Gastão de Matos Müller e Dr Gabriel Matos Muller; e sua filha, nascida em Cuiabá: Rita Generosa Muller Pereira da Silva, casada com Justiniano Pereira da Silva.
Chegou a Três Lagoas como engenheiro da Estrada de Ferro Noroeste do Brasil, onde foi iniciador da concretagem da ponte Francisco de Sá, sobre o rio Paraná.  Depois desse período, após dois anos e meio permaneceu em Três Lagoas, trabalhando como engenheiro civil.
Eleito pelo povo, exerceu a função de intendente-geral de Três Lagoas entre janeiro de 1924 e dezembro de 1926. No cargo, marcou com a abertura de diversas estrada de rodagem para Sant'Ana do Paranaíba.
De Três Lagoas, retornou para Cuiabá, tendo sido nomeado intendente geral da cidade pelo governador Mário Correia da Costa. Exerceu essa função durante três anos. Alguns meses depois foi nomeado interventor federal no estado de Mato Grosso, por Getúlio Vargas, presidente da República.
Exerceu durante anos o cargo de Inspetor Federal do Ensino de Mato Grosso em Cuiabá, tendo contribuído para o ressurgimento do Liceu São Gonçalo de Cuiabá e para a criação do Ginásio 2 de Julho, em Três Lagoas; do Ginásio Cândido Mariano, em Aquidauana; e de outro ginásio em Corumbá.
Foi presidente da Associação Comercial de Cuiabá e da Santa Casa de Misericórdia, na mesma cidade. Foi fundador e presidente da Associação dos Criadores de Centros Matogrossenses, e fundador da Liga Feminina Pró-Lázaros.
Aposentado como inspetor federal do ensino, foi também pecuarista.